# Павло (Іоанну)
Митрополіт Павло (грец. Μητροπολίτης Παύλος Ιωάννου ; 1947, Халкіда — 13 січня 2019, Халкіда, Греція) — єпископ Елладської православної церкви, митрополит Сисанійський і Сятистський (2006—2019).

## Біографія
Народився 1947 року в Халкіді.
28 лютого 2006 року собором ієрархії Елладської церкви був обраний для висвячення в сан митрополита Сисанійського та Сятистського. Його висвячення відбулося 4 березня 2006 року в Афінах.
Був автором книжок та публікував статті у щоденній та церковній пресі. Будучи митрополитом, відкрито виступав проти партії Золота зоря («Χρυσή Αυγή»), пояснюючи, що її ідеологія не має нічого спільного з євангельським вченням.
Раптом помер 13 січня 2019 року у своєму будинку в Халкіді. 16 січня відспівування померлого в храмі святого Димитрія в Сятисті, звершив архієпископ Афінський Ієронім у співслужінні численних архієреїв і представників цивільної влади.